# 大石一夫
大石 一夫（おおいし かずお、1961年3月24日 - ）は、日本 秋田県仙北市（旧田沢湖町）出身の元プロ自転車ロードレース選手である。

## 略歴
小学校卒業と同時に生まれ育った田沢湖町を父親の転勤により離れ東京に引越し、中学2年生頃から高校2年生頃まで、放課後は自宅近くにある荒川の堤防を一人黙々とランニングを続けた。この時に鍛えた心肺機能や体幹が後の自転車選手としての礎となる。1979年都立北豊島工業高等学校を卒業後、サーティーズ（横尾双輪館主宰のクラブチーム）主催の自転車走行会にサポートメンバーとして参加した際、負傷によって自走できなくなった選手に替わり、初めて本格的なロードレーサーに乗車。その時に感じた爽快感と才能に気付き走行会から帰宅後、横尾双輪館にて中古ロードレーサーを購入し練習に明け暮れる。練習の甲斐あって数々のローカルレースに出場し頭角を現すようになる。
その後サンシンレーシング、エプソンボスコレーシング、エキップあづみの等のチームに所属。数々の国内メジャータイトルを奪取。 近年はロードレース競技の底辺拡大を目指し、選手として指導者として長野県安曇野を中心に活動し、自らもチーム代表として「エキップあづみの」の運営を手がけている。

## レース観
ロードレースにおいて華と語られる独走での勝利を是とし、先行逃げ切りを身上とする一方、集団でのゴール勝負には向いていない脚質であった。集団から逃げる際のスピードと勝負を決めるタイミングを読むことにかけては、日本における自転車ロードレース界において歴代選手の中でも跳びぬけた選手の一人である。そのレース運びから「逃げの大石」という異名を持つ。

## 主要タイトル
- 国民体育大会（現国民スポーツ大会）ロードレース - 1987年沖縄県[6]、1989年北海道[7]、1995年福島県[8]
- 全日本自転車競技選手権大会（全日本アマチュア自転車競技選手権大会含む）ロードレース - 1990年、1993年
- 全日本自転車競技選手権大会（全日本アマチュア自転車競技選手権大会含む）ポイントレース - 1990年
- 国際サイクルロードレース（現ツアー・オブ・ジャパン） - 1990年個人総合
- ツール・ド・北海道 - 1989年個人総合
- ツール・ド・中部 - 1993年個人総合
- ツールドおきなわ （第1回大会） - 1989年
- 全日本最速店長選手権（サイクルスポーツ主催） - 2012年[9]、2014年[10]